# فانوف
فانوف (بالإنجليزية: Vanov)‏ هي municipality in Czech Republic تقع في التشيك في مقاطعة يهلافا. يقدر عدد سكانها بـ 97 نسمة ومساحتها 4.26 كم2 وترتفع عن سطح البحر 587 متر.